# リビアヤマネコ
リビアヤマネコ（Felis lybica）は、食肉目ネコ科ネコ属に分類される哺乳動物。リビアネコともいい、愛玩用として世界で広く飼育されているイエネコの起源であると考えられている。アフリカヤマネコやステップヤマネコを亜種として含む。ヨーロッパヤマネコと同種とする説もあるが、2017年以降は独立種とされることが多い。本項目では特に断らない限り赤道以北のアフリカ・中近東に生息する野生種について述べる。

## 形態
イエネコと比べて足が長く、座った姿勢や歩き方に特徴がある。ヨーロッパヤマネコと比べると毛は短めで明るい褐色であり、縞模様は不明瞭、尾は長く先が細い。体長45 - 80cm、体重3 - 8kg、尾長は30 cmほどである。

## 生態
沙漠、サバナ、潅木帯から、混交林まで幅広い植生に生息しているが、熱帯雨林にはいない。基本的には夜行性だが、朝夕にも活動する薄明薄暮性でもある。行動圏は広めで、アラブ首長国連邦では50平方キロメートルを超えた例もある。木登りは上手であるが、狩は地上で獲物を付け狙い急襲する。齧歯類のほか、モグラ、ウサギ、鳥類、昆虫、カエル、トカゲ、魚、イタチ、小鳥なども捕食する。若いアンテロープや、小型の家畜を襲うこともある。

## 分布
正確な分布は明らかでないが、赤道以北のアフリカと、アラビア半島からカスピ海にかけて生息している。赤道以南には遺伝学的に異なる集団が分布しており、亜種または別種としている。

## 分類
イエネコと近縁なヤマネコ類には、遺伝学的に異なる5つの集団（右図）が存在していることが知られている。このうちどれを独立種としどれを亜種とするか、また家畜化されたイエネコを独立の種または亜種とみなすかどうかは見解が一致していない。これらを全てヨーロッパヤマネコの亜種とする場合もあり、逆に全てを独立種とする見解もある。あるいはsilvestrisは長期にわたって分布域が分断され生態や形態からも明確に区別ができることから別種とし、またbietiはornataと同所的であるにもかかわらず明瞭に区別できることからやはり別種とする見解もある。
以下の分類はIUCN SSC Cat Specialist Group (2017)にしたがっており、lybica、cafra、ornataの3集団で1種としている。
- Felis lybica リビアヤマネコ（種）
  - Felis lybica lybica Forster, 1780 リビアヤマネコ（基亜種）
  - Felis lybica cafra Desmarest, 1822 アフリカヤマネコ Southern African wildcat
  - Felis lybica ornata  Gray, 1830 ステップヤマネコ Central Asian wildcat

残り2集団については以下の各記事を参照のこと。
- Felis silvestris ヨーロッパヤマネコ European wild cat
- Felis bieti ハイイロネコ Chinese desert cat

## イエネコの起源
本種（狭義には基亜種リビアヤマネコ）が家畜化され、イエネコになったと考えられている。2007年に発表されたネコ属から採取した979組織のミトコンドリアDNAとマイクロサテライト遺伝子の分子系統解析では、共にリビアヤマネコとイエネコが同じ系統に含まれるという解析結果が得られたためリビアヤマネコを起源とする説を支持している。ミトコンドリアDNAの解析からイエネコがリビアヤマネコと分岐したのは131,000年前という解析結果が得られ、他のデータも含めると155,000 - 107,000年前に分岐したことが示唆されている。このミトコンドリアDNAの解析では、解析に用いられたイエネコの母系をさかのぼると少なくとも5つのミトコンドリアDNAハプロタイプに起源があることが示唆されている。この解析では9,000年以上前に肥沃な三日月地帯で初期の農耕の成立に伴い家畜化されたと推定している。紀元前3,000年頃の古代エジプトの遺構から大量に出土するようになったことから、この時期に家畜化されたとする説もある。古代エジプト起源説では、小麦や大麦などの栽培が盛んであったため、貯蔵している穀物を食害するネズミを食べることが家畜化のきっかけとなったとされる。頭がネコ・首から下が女性の愛の女神バステトへの信仰や、彫像やレリーフなどの出土品が見られる。ギザの墳墓からミイラとなったネコが約190匹発見された例があり、一部は大型なためジャングルキャットのものとされるが大半はリビアヤマネコもしくはイエネコのものと推定されている。ヘロドトスなどによる古代エジプトについての記録では、ネコが死ぬと飼っていた家族が弔いのために眉を剃る、ネコを誤って殺した外国人が民衆によってリンチに遭うなどといった記録がある。
これより古くは紀元前6,000年頃のアナトリアで作られたと思われる女性とネコの偶像、紀元前4,000 - 5,000年頃のヨルダン河岸のイェリコの遺構から出土したという報告例もあるが起源について主流な説とはならなかった。後者についてはイエネコかどうか不明で、毛皮目的で殺された個体である可能性もある。本種が分布しないキプロスの9,500年前の遺跡から人間とリビアヤマネコ（大きさや額の傾斜・頬歯の長さから）と推定される骨が約40センチメートル離れて同じ向きで出土した例があり、これをもって最古の飼育例とする説もある。
日本でのネコの最古の記録は平安時代初期で、日本霊異記や宇多天皇御記で記述がみられる。